# 伊丁·苏米塔
伊丁·苏米塔（荷蘭語：Iding Soemita，1908年4月3日—2001年11月17日）是印度尼西亚裔苏里南政治家，爪哇人，印度尼西亚民族联合与团结党的创始人。

## 生平
伊丁出生于印度尼西亚爪哇岛，年幼时移民至苏里南。1946年，他与同伴在苏里南建立了一个爪哇人的协会，次年改组为政党。伊丁担任该党领袖直至1970年让位于其子维利·苏米塔。2001年11月17日逝世，享年98岁。